# Grundulus
Grundulus es un  género de peces de la familia Characidae en el orden de los Characiformes.

## Especies
Hay tres especies en este género:
- Grundulus bogotensis (Humboldt, 1821)
- Grundulus cochae Román-Valencia, Paepke & Pantoja, 200)
- Grundulus quitoensis Román-Valencia, Ruiz-Calderón & Barriga, 2005